# 超級靈犬
《超級靈犬》是日本漫畫家葦原大介創作的漫畫作品，日本於《週刊少年Jump》2009年的42號開始連載，全32話。考慮到年齡較小的讀者，作品中會對較為複雜的詞彙做解釋。連載前的單篇版於《週刊少年Jump》2008年51號上刊載，後收錄於單行本第3卷當中。

## 故事大綱
長時間人在海外久未見面的父母親突然傳來訊息，說此次回國時會再帶一位弟弟一起回去。鐵子和哥哥滿心歡喜、引頸企盼弟弟的到來，但出現在他們兩人面前的弟弟，居然是一隻會說人話，有著不可思議能力，名叫莉莉安塔爾的狗！因為莉莉安塔爾的特殊能力，日野家發生了一系列變化。他能平安成為日野家的弟弟嗎？

## 登場人物

### 日野家
日野 莉莉安塔爾（Rilienthal HINO）
年齡：4歲。生日：11月30日（鯨魚座）。血型：？型。身長：46公分。喜歡的食物：香蕉、哥哥做的料理。討厭的食物：苦的、辣的。
本作主人公。日野家的弟弟，會說話的狗。
可以反映人的內心，引起不可思議的現象。反映人的內心時，身體會發出光亮，不過亮度不強。只要解開心結，不可思議的現象就會消失。在那之後，大部分的破壞和改變會恢復原狀；但部分產物仍會留在現實。被黑衣組織稱為「RD-1」，是黑衣組織的捕捉目標。
視紳士威爾伯為競爭對手。
日野 鐵子（ひの てつこ）
年齡：11歲。生日：1月11日（天鑰座）。血型：A型。身高：138公分。喜歡的食物：冰淇淋、豬排、肉末咖哩。討厭的食物：無。
日野家的妹妹，會功夫。
小時在國外生活，白天在叢林中覓食、夜晚在月光下練拳，過著生存特訓班的生活長大。8歲時，在學校吃了獨角仙的幼蟲而被同學當作怪人孤立，大受打擊後再也沒去上學。
初次和莉莉安塔爾見面時，因無法接受弟弟是一隻狗，而想把他放在原處給人領養。為了防止家裡變得越來越奇怪，禁止莉莉安塔爾使用不可思議的能力。
日野哥哥（ひの あに）
年齡：15歲。生日：7月23日（企鵝座）。血型：B型。身高：168公分。喜歡的食物：所有蔬菜、烤魚、味噌湯。討厭的食物：無。
日野家的哥哥。總是笑咪咪的，心胸寬敞。喜歡發明與創造，機械方面的能力極強，能在一瞬間把機械解體和重組。以自己的發明的專利權支撐家計，也負責部分家務。比宇佐美更會做料理。
才能不輸母親，在前輩的推薦下通過考試進入大學，又快速跳級畢業。
為莉莉安塔爾組裝了一台四輪自行車「飛人號」（フライヤー号）。
作者表示名字沒有定下來，連載開始之前的最終候選名字是「哲」（アキラ）。
日野父親
日野家的父親。學者、科學家、冒險家。
日野母親
日野家的母親。學者、科學家、天才發明家。

### 春永家
日野家的鄰居。
春永 雪（はるなが ゆき）
年齡：12歲。生日：4月1日（遊隼座）。血型：AB型。身高：143公分。喜歡的食物：蘋果、甜食、春捲。討厭的食物：內臟、牛舌。
小學六年級。鐵子的同學，和櫻是雙胞胎姊弟。
喜歡用恐怖故事嚇唬鐵子，想著壞事時，頭髮會長出惡魔角的形狀。
春永 櫻（はるなが さくら）
年齡：12歲。生日：4月1日（遊隼座）。血型：AB型。身高：143公分。喜歡的食物：火鍋、素麵、和菓子。討厭的食物：有刺的魚。
小學六年級。鐵子的同學，和雪是雙胞胎姊弟。
不知為何，覺得長毛和自己合得來。

### 黑衣組織
首領
原是年近70的老人。後來露面的樣子比修巴因印象中的年輕許多。
擁有超現實的能力。
修巴因
年齡：26歲。生日：1月15日（天鑰座）。血型：B型。身高：180公分。喜歡的食物：烏龍麵、蕎麥麵、茶泡飯。討厭的食物：巧克力。
長髮的男子，時常叼著菸。原本是黑衣組織歐洲支部的人。管理官，會為組織裡的小組命名。

#### 墨鏡組
因為明不會打領帶，所以墨鏡組全員都使用領帶夾。
明
年齡：19歲。生日：5月4日（天貓座）。血型：A型。身高：176公分。喜歡的食物：起司漢堡、蛋包飯、咖哩。討厭的食物：蕪菁、蘿蔔。
墨鏡組成員。因為想帶槍，而透過認識的槍械愛好者介紹加入組織。比其他兩人早半年加入組織，所以成為老大。
被健治認為只要不拿槍就派不上用場。
健治
年齡：21歲。生日：未知（鯨魚座）。血型：A型。身高：未知。喜歡的食物：披薩、垃圾食品。討厭的食物：西洋芹。
墨鏡組成員。金髮的矮個子男性。自行車店的獨生子。因為不想繼承家業而加入組織。
把明當作需要操心的弟弟。
讓
年齡：23歲。生日：未知（天狼座）。血型：O型。身高：未知。喜歡的食物：生蛋拌飯、明太子。討厭的食物：沒有特別討厭的。
墨鏡組成員。長髮的高個子男性。五兄弟中的長子。為了給弟弟們賺學費而加入組織。
把明當作需要操心的弟弟。

#### 菁英組（少爺組）
彼得羅
年齡：22歲。生日：2月1日（天蛙座）。血型：A型。身高：177公分。喜歡的食物：有餡的點心、味噌拉麵。討厭的食物：鳳梨。
菁英組成員。曾就職於和黑衣組織有關係的公司，因而被推薦或招募加入。
龍之介
年齡：19歲。生日：11月22日（時鐘座）。血型：O型。身高：173公分。喜歡的食物：培根蛋麵、焗烤、可樂餅。討厭的食物：豆類。
菁英組成員。大學的前輩是黑衣組織成員，因而被推薦或招募加入。

#### 紳士組
原本是黑衣組織歐洲支部的人。任務成績總是最後一名。
因為背叛組織通知日野兄妹關於神堂組的消息，而被驅逐、追緝。
紳士威爾伯
年齡：不明。生日：12月3日（鯨魚座）。血型：B型。身高：181公分。喜歡的食物：紅茶、三明治，其他的也都喜歡。討厭的食物：無。
行為很紳士的人。綁架了日野哥哥，並要求鐵子交出「RD-1」。認為自己單方面提要求不紳士，所以和莉莉安塔爾進行西洋棋比試。平局之後，約定了如果黑衣組織有什麼動向，會通知日野一家。
其實最近才開始學棋，還沒有贏過長毛，也沒和其他人對局過。
說過「在搏鬥方面，我有自信無法勝過任何人」。因為是紳士，所以不和女人和孩子戰鬥。所做的一切只是為了讓人生過得更加愉快，
視莉莉安塔爾為競爭對手，在日本沒有其他朋友。
羅萊茲·倫利·長毛
年齡：不明。生日：6月6日（天兔座）。血型：O型。身高：183公分。喜歡的食物：麻婆豆腐、糖醋肉，其他的也都喜歡。討厭的食物：無。
紳士威爾伯的部下。
教導紳士威爾伯和莉莉安塔爾下西洋棋。

#### 神堂組
神堂 令一郎
年齡：14。生日：10月25日（時鐘座）。血型：O型。身高：160公分。喜歡的食物：握壽司（蝦和玉子口味）、牛角麵包、柿子。討厭的食物：番茄（克服中）。
黑衣組織的特別技術顧問，並一手掌管以技術開發為主業的神堂集團。對修巴因說話語氣狂妄，但行事謹慎。
天才兒童，在11歲時一手創立神堂集團。擁有名為「螳螂」、以意識操縱的飛行工具。自尊心強，在大學時聽說日野哥哥可能比自己優秀，因而對他產生強烈的對抗意識。
想要奪取並保護「RD-1」。認為黑衣組織有利用價值才選擇合作，彼此並不是同伴。
奧莉加
年齡：18。生日：9月3日（天狼座）。血型：AB型。身高：166公分。喜歡的食物：葡萄柚、雞肉、鮭魚。討厭的食物：火腿、培根、蔥、烏賊、章魚、所有乳製品。
能使用附有固定針的絲線束縛人或在空中移動，體術也很好。效忠於令一郎。
歐洲支部大幹部的千金。

### 丁髷騎士
橡造（氣球士兵13號）
為了追殺閃電光彥，跟著來到現實的氣球士兵。
莉莉安塔爾重要的搭檔。在莉莉安塔爾的指示下，可以變成不同外觀型態。
被暗黑魔人捏碎後，不知為何沒有復原。後來被卡納莉娜恢復原樣。
吉良 閃電光彥
年齡：不明。生日：7月17日（天劍座）。血型：A型。身高：190公分。喜歡的食物：雞胸肉天婦羅、金磚蛋糕。討厭的食物：沒有特別討厭的。
髮型是武士的丁髷，衣著則是西洋騎士的鎧甲。
守護王國的戰士，為了做莉莉安塔爾的玩伴而來到現實，最後回到電視裡。
透過異世界的大門（電視）幫助莉莉安塔爾復活橡造。
音羽 超音速山彥（おとわ・スーパーソニック・やまひこ）
閃電光彥的表弟，小他一歲。
遊手好閒的人，八成的力氣都用在追著女性打轉。但在緊急情況下，會用號稱王國第一的寶劍擊敗敵人。人稱「音速的2.5枚目」。觸摸女性臀部時會摘下手套，愛好性騷擾。
與閃電光彥是相互認可的好搭檔。發現卡納莉娜對光彥的感情，暗中使用種種手段為他們牽線。
瓦莉瑟·卡納莉娜
年齡：400歲。生日：10月1日（三日月座）。血型：A型。身高：161公分。喜歡的食物：巧克力果實、蛋糕捲、西瓜。討厭的食物：薯類。
電視節目裡的人物。製造氣球士兵的人。
使用魔法把生命與大樹同化，只要樹不枯萎，就不會死去。
企圖把閃電光彥收作手下的反派大魔女，曾經為了讓閃電光彥服從自己，而把全城的人變成綿羊。
原本是文靜的女孩，因為研究戀愛魔咒而覺醒了魔法的才能，一下子成為一流的魔女。愛著閃電光彥，想盡辦法想把他歸為己有。雖然有能操縱數百人類的強大魔力，卻拒絕使用藥或魔法操縱閃電光彥，有著自己的戀愛理想。然而總是無法把心意傳達給他，因此每次都是白費力氣。戀愛作戰失敗時，就會朝無關的人施魔法出氣。很會給人添麻煩。
一直沒有戀人。
康佛尼
有著惡魔翅膀的狐狸，卡納莉娜的部下。

### 不可思議現象產物
超級宇宙貓
生日：8月6日（企鵝座）。身長：30公分~360公分。喜歡的食物：黃瓜（沒有吃過黃瓜以外的食物）。
莉莉安塔爾畫的貓，因為明的不安而被具現化。
在莉莉安塔爾與鐵子的較勁之下，被設定成擁有多種能力：能自由改變大小、長出翅膀飛天、透明化、融入牆壁、眼睛發射催眠光線等。
由明帶回組織養著，後來被組織首領抓走。
無血無淚之虎
鐵子畫的老虎，因為明的不安而被具現化。
在莉莉安塔爾與鐵子的較勁之下，被設定成擁有多種能力：能自由變大、飛天、靈敏的鼻子、吃掉牆壁、不用睡覺等。
最後被鐵子揉成紙團消失。
幽靈瑪莉
幽靈船上的女孩，因為櫻想要幫助徬徨了100年的幽靈而出現。有一個名叫夏洛特（シャーロット）的玩偶。
100年前在遭遇暴風雨的船上，因害怕打雷而躲進櫃子，沒有和其他乘客一起避難而餓死。沒有意識到自己已經死了，所以不會穿牆，還會為了掩蓋腳步聲而脫掉鞋子。
從櫻口中得知事實後，被莉莉安塔爾帶到日野家一起生活。
可以把人和物品變成幽靈，但只要一照到光就會恢復原狀。
暗黑魔人
黑色的巨人，因為鐵子對自己的厭惡而出現。
可以扔飛小客車，還能把身體液體化。
原本長得像宇佐美文，使文以為是自己的嫉妒心引發了不可思議的現象。後來又變成雙馬尾的外型。

### 其他角色
早乙女
日野博士的研究員。
在第1話時，應日野博士的要求，把裝有莉莉安塔爾的盒子交給日野兄妹。
宇佐美 文
年齡：11歲。生日：2月17日（青蛙座）。血型：A型。身高：141公分。喜歡的食物：關東煮、大阪燒。討厭的食物：肝臟。
綁著丸子頭的女孩，父親經營書店。料理水平超過一般主婦。
喜歡著櫻，但誤會了櫻和鐵子的關係，以為是自己的嫉妒心引發了不可思議的現象。
在作者的另一作品《境界觸發者》中，宇佐美栞傳聞老家是開書店的，並有一位很會做菜的妹妹，很有可能就是指文。
金小澤
令一郎的秘書，戴著眼鏡、留鬍子的男性。依令一郎的命令，無償幫日野家修復宅邸。

## 用語解說
「RD」
「Realize Device」的縮寫。
如陰陽般由一對物體組成的裝置，可以反映人的內心，並引起不可思議的現象。不知道是被「發明」還是「發現」的。
科學家擔心其為惡人所用，因此把兩個部分分別藏在不同地方。其中「RD-0」被嚴密封印於歐洲某地，「RD-1」則是被賦予生命躲避追捕者，即莉莉安塔爾。
黑衣組織
在暗中活躍的組織，勢力分布於全世界。正式名稱不明，紳士威爾伯的前上司說過：「名稱廣為流傳的秘密組織是二流的。」
只要有錢賺，什麼都會做。遊走在灰色地帶，就算被捕也能很快被釋放。
由多個組組成，階級由A排到E。位階排序：幹部> A（管理官）> B（管理官候選人）> C（精銳部隊）> D（執行部隊）> E（兼職）。可以透過完成任務和每年兩次的升級考試賺取積分升級。
日本三號支部的據點位在溫泉旅館地下。
丁髷騎士（ちょんまげナイト）
本作中的電視節目，中午11：00開始播放。
蓮乃邊市
本作的舞台。與《境界觸發者》的舞台──三門市相鄰。

### 十二星座
本作中的十二星座大部分為虛構，由現實的十二星座變形並改名而來。
| 日期                | 本作的星座 | 現實的星座 |
| ------------------- | ---------- | ---------- |
| 3月21日 - 4月19日   | 遊隼座     | 白羊座     |
| 4月20日 - 5月20日   | 天貓座     | 金牛座     |
| 5月21日 - 6月21日   | 天兔座     | 雙子座     |
| 6月22日 - 7月22日   | 天劍座     | 巨蟹座     |
| 7月23日 - 8月22日   | 企鵝座     | 獅子座     |
| 8月23日 - 9月22日   | 天狼座     | 處女座     |
| 9月23日 - 10月23日  | 三日月座   | 天秤座     |
| 10月24日 - 11月22日 | 時鐘座     | 天蠍座     |
| 11月24日 - 12月21日 | 鯨魚座     | 射手座     |
| 12月22日 - 1月19日  | 天鑰座     | 魔羯座     |
| 1月20日 - 2月18日   | 天蛙座     | 水瓶座     |
| 2月19日 - 3月20日   | 蜜蜂座     | 雙魚座     |

## 出版書籍
| 集數 | 集英社 | 集英社       | 集英社                 | 東立出版社         | 東立出版社     | 東立出版社             |
| 集數 | 副標題 | 發售日期     | ISBN                   | 副標題             | 發售日期       | ISBN                   |
| ---- | ------ | ------------ | ---------------------- | ------------------ | -------------- | ---------------------- |
| 1    |        | 2010年2月4日 | ISBN 978-4-08-870004-5 | 超級靈犬           | 2012年11月17日 | ISBN 978-986-317-423-3 |
| 2    |        | 2010年4月2日 | ISBN 978-4-08-870029-8 | 超級靈犬與紳士韋柏 | 2012年11月17日 | ISBN 978-986-317-424-0 |
| 3    |        | 2010年7月2日 | ISBN 978-4-08-870054-0 | 超級靈犬與飛翔號   | 2013年8月13日  | ISBN 978-986-317-425-7 |
| 4    |        | 2010年8月4日 | ISBN 978-4-08-870091-5 | 超級靈犬與大家的家 | 2013年11月12日 | ISBN 978-986-317-426-4 |

## 備註
1. ↑  在江戶時代的歌舞伎用語中，「二枚目」指美男子的角色，「三枚目」指搞笑的角色。

## 外部連結
- 賢い犬リリエンタール，存于